# Synemon adelaida
Synemon adelaida är en fjärilsart som beskrevs av Swinhoe 1892. Synemon adelaida ingår i släktet Synemon och familjen Castniidae. Inga underarter finns listade i Catalogue of Life.